# Nesolynx flavipes
Nesolynx flavipes är en stekelart som beskrevs av William Harris Ashmead 1905. Nesolynx flavipes ingår i släktet Nesolynx och familjen finglanssteklar.
Artens utbredningsområde är Filippinerna. Inga underarter finns listade i Catalogue of Life.